# Kirkburn
Kirkburn – wieś w Anglii, w hrabstwie East Riding of Yorkshire. Leży 29 km na północny zachód od miasta Hull i 276 km na północ od Londynu. W 2001 miejscowość liczyła 492 mieszkańców.